# 重言
重言（じゅうげん、じゅうごん）は、日本語の「馬から落馬する」「頭痛が痛い」のように、同じ意味の語を重ねる表現である。多くは誤用と見なされるが、意味を強調したり、語調を整えるため、あるいは理解を確実にさせるために、修辞技法として用いられる場合もある。二重表現、重複表現ともよばれる。
「びっくり仰天」「むやみやたら」「好き好んで」などは、意味の重複が語呂の良さを伴うことから敢えて用いられる。
その一方、「違和感を感じる」のように辞書類では問題のない表現とされながら、問題のある表現とされる場合もあり、使用の是非について一致した見解が持たれていない表現もある。
「えんどう豆」「青海湖」「しし肉」などは、語源的には重複表現だが、慣用的に誤用とは見なされない。
外来語においてはあまり馴染みのない語の性質を表すために意図的に用いられることもある。例えば日本語ではアム・ダリヤ（ダリヤは大河の意）を「アムダリヤ川」とすることで川であることを簡潔に示し、英語では荒川を指して "Arakawa river" などと表現することがある。

## 日本語における重言

### 日本語の重複
- 馬から落馬する[注釈 5]
- 頭痛が痛い
- 満天の星空
- 学校へ登校する
- 電車に乗車する
- アメリカへ渡米
- 訃報のお知らせ
- 事前予約、事前予想、事前予測、事前予知、事前予報、事前予習など - 「予」は、「事前に」という意味。
- 暇の合間
- 犯罪を犯す
- 一番最初
- 元旦の朝[7] - 「元旦」は元日の朝を指す。
- まだ未定
- 従来から[8] - 「従来」のみで「以前から」を意味する。
- あとで後悔する
- 射程距離[9] - 「程」は、「距離」という意味である。
- 愚かな愚○（愚行、愚息など） - 「愚○」で「愚かな○」という意味になるため、重複表現になる。

### 日本語と外来語の重複
- 排気ガス - 気はガスという意味である。排気、排ガス、排出ガスが正しい。
- 太平洋ベルト地帯 - ベルトと帯が同義。
- チゲ鍋 - チゲは朝鮮語で「鍋」の意。
- ハングル文字 - グルは朝鮮語で「文字」の意。
- クーポン券 - クーポン（フランス語: coupon）に「券」の意味がある。
- アイヌ人 - アイヌはアイヌ語で「人」の意。
- ニポポ人形 - ニポポはアイヌ語で「人形」の意。
- 3人トリオ - トリオには3という意味を含む。ほかにも「4人カルテット」、「5人クインテット」、「6人セクステット」、「2人デュオ」、「2人ペア」、「1人ソロ」など。
- 世界的パンデミック - pan- は、「全ての」という意味の接頭辞であり、感染症の世界的大流行をパンデミックという。世界的でない流行はパンデミックではない。
- サハラ砂漠 -サハラはアラビア語で「砂漠」の意。
- ゴビ砂漠 - ゴビはモンゴル語で「砂漠」の意。
- ケレップ水制 - ケレップはオランダ語で水制の意味。

### 外来語と外来語の重複
- ワインビネガー - ビネガー（英語: vinegar）の語源的意味は「すっぱい (egar) ワイン (vin)」。
- サルサソース - サルサ（スペイン語: salsa）は「ソース」の意味。
- グレイビーソース - グレイビー（英語: gravy）は肉汁（ソース）という意味。
- マグカップ - マグ（英語: mug）にカップの意味がある。
- ガードマン - ガード（英語: guard）に「警備員」の意味がある。
- フラダンス - フラ（ハワイ語: hula）は「ダンス」の意味。

### 固有名詞における重言

#### 企業・商品名など
- ◯◯バンク銀行 - 「銀行は、その商号中に銀行という文字を使用しなければならない。」という銀行法第6条規定のためである。シティバンク銀行、アイワイバンク銀行（現・セブン銀行）など。
- ◯◯不動産リアルティ - 三井不動産リアルティなど。
- ◯◯ステーション駅 - ディズニーリゾートラインの駅など。
- ○○ファーマシー薬局 - ファーマシーは「薬局」の意味。
- JIS規格、JAS規格 - JISのみで日本産業規格、JASのみで日本農林規格の意味を持つ。
- EV車 - EV は Electric Vehicle（電動輸送機器）の略語で、V に車両が含まれている。
- シブヤ・ビットバレー - ビットバレー(Bit Valley）自体がそもそも渋谷の英訳である。
- JVCケンウッド・ビクターエンタテインメント - そもそもJVCケンウッドという名称自体に「ビクター」の意味が含まれており重言。元は旧：日本ビクターの音楽事業部であった。
- IRいしかわ鉄道 - IRはIshikawa Railwayの略である。
- セガゲームス - セガサミーホールディングス傘下のセガは2015年から2020年までこの社名を用いていたが、「セガ」は「SERVICE GAMES」に由来する。
- KLMオランダ航空 - KLMのLがLuchtvaart(航空)という意味であり重複している。英語表記でもKLM Royal Dutch Airlinesと重言である。
- DCコミックス - 旧ディテクティヴ・コミックス(Detective Comics)。Cはコミックスの意味であるため重言。英語表記でも同様である。
- フェデックス・エクスプレス - フェデックスは「フェデラルエクスプレス(Federal Express)」の略称であり重言になる。
- サンケイ経済版 - 1973年から1977年まで産業経済新聞社が発行していた経済紙[10]。「サンケイ（産経）」は「産業経済」の略称であり重言になる。
- 爆笑問題の日曜サンデー - 日曜とサンデー
- TVKテレビ - テレビ神奈川(Television Kanagawa)のかつての愛称。
- 損害保険ジャパン日本興亜（現・損害保険ジャパン）
- 日本航空ジャパン（元・日本エアシステム）
- 三菱UFJフィナンシャル・グループ（UFJはUnited Financial of Japanの略）
- ドコモ・モバイル（docomoはDo Communications over the Mobile networkに由来する）
- 日本電気の英文表記NEC Corporation（NECはNippon Electric Company, Limitedの略であるため、companyとcorporationという類似した意味の単語が続くことになる）
- NECエレクトロニクス（現・ルネサスエレクトロニクス）

#### 地名など

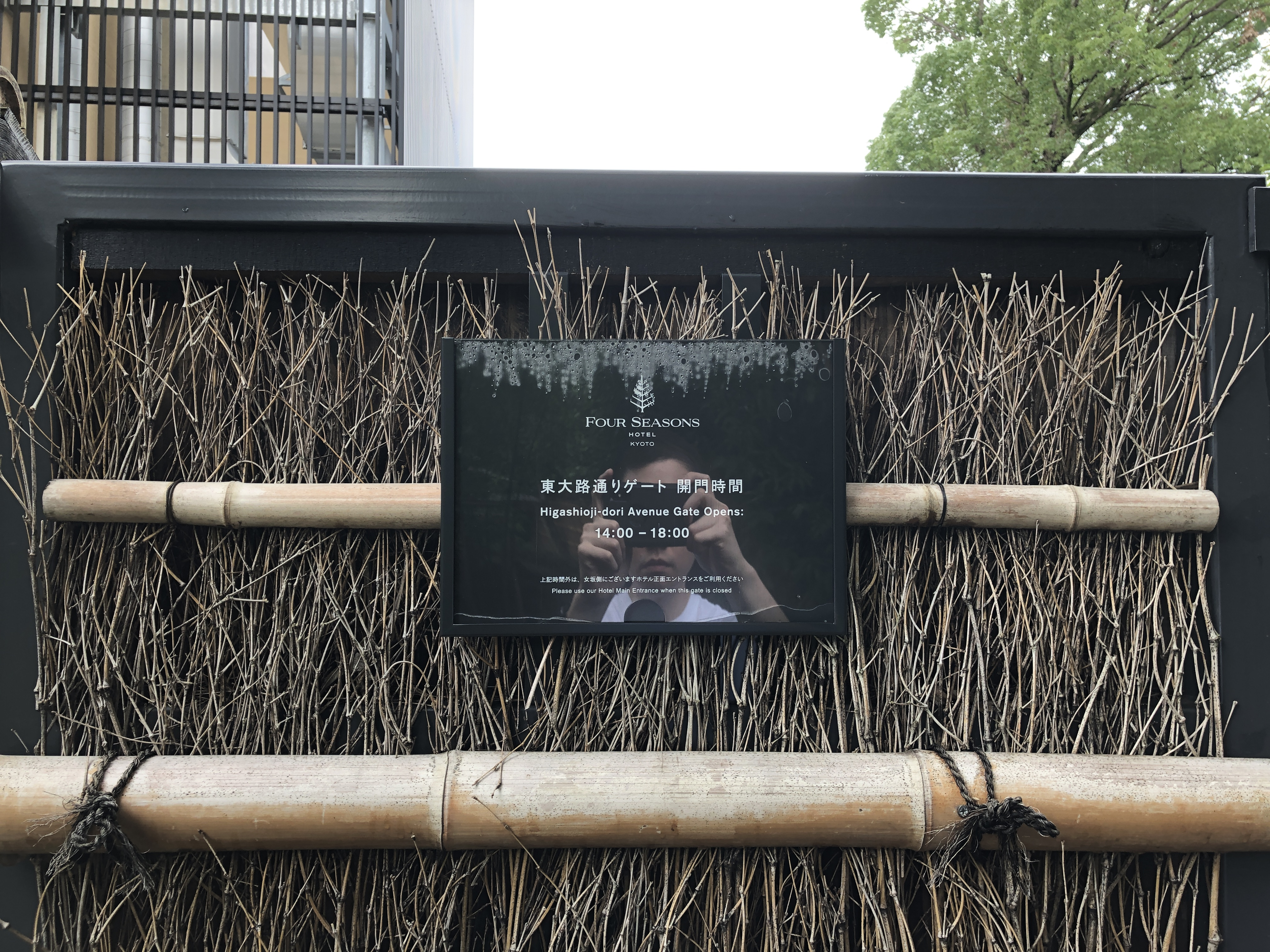
「Higashioji-dori Avenue」という表記の看板

- 大町町 - 佐賀県杵島郡にある自治体。長野県大町市の場合、大町村→大町→大町市と変遷しており、町政時代は重言を避けていた。福島県の原町村→原町→原町市も同様（現在は南相馬市の一部）。
- 鹿町町 - かつて長崎県北松浦郡にあった自治体
- 中城城 - 「グスク」は琉球諸語で「城」の意味。
- 御嶽山
- 東大路通、西大路通、北大路通など - いずれも京都市内の街路の名称。英文では、「Higashioji-dori Avenue」などと表記する場合があり、この場合、「三重言」となる。
- 幌内川、小樽内川など - 「ない」はアイヌ語（nay）で「川・沢」に由来する。
- 尻別川、後志利別川など - 「べつ」はアイヌ語（pet）で「川」に由来する。
- 国後島、焼尻島、幌尻岳など - 「しり」はアイヌ語（sir）で「陸地・大地（島・山）」に由来する。
- キリマンジャロ山 - 「キリマ」はスワヒリ語で「山」の意味。
- ゴビ砂漠 - 「ゴビ」はモンゴル語で「砂漠」の意味。
- サハラ砂漠 - 「サハラ」はアラビア語で「砂漠」の意味。
- シエラネバダ山脈、シエラマドレ山脈など - 「シエラ」はスペイン語で「山脈」の意味。
- リオ・グランデ川 - 「リオ (rio)」はスペイン語・ポルトガル語で「川」。「グランデ (grande)」は「大きい」。意味は「大川」または「大河」。
- メナム川(チャオプラヤー川) - 「メナム (แม่น้ำ)」はタイ語で「川」。現在では非タイ語話者による勘違いと見なされ、同呼称が使用されることはほとんどない。
- シーア派 - 「シーア」はアラビア語で「党派」の意味。

## 漢語における重言
漢語において、同じ漢字を重ねた「堂々」「悠々」などの熟語を、畳語の意で重言という。これは日本語でいう重複表現とは異なる。
また、類義の漢字を重ねて意味を明確化することもよくあり、本項で多く用いてきた「重複」もこれに当たる。
また、荘子は、自著『荘子』にて寓言、重言、巵言という3つの文章術を提示したが、ここでいう重言とは古の偉人の言葉を引用して説得力を増す話法を指し、同義語の重複表現とは無関係である。

## 英語圏における重言
頭字語などの略語や熟語を使うときに、元の言葉の一部である単語を重ねて使ってしまうことが、RAS症候群として揶揄されている。RASは「Redundant Acronym Syndrome（冗長頭字語症候群）」の略である。
なお、英語では例えば「dream」自体、夢を見るという自動詞だが、「腹痛が痛い」にあたるような「dream a dream」のような言い回しも誤用ではない。
日本語と同様、外来語でその単語の中に含まれている意味を重複することはある。例としてcongaコンガ、djembeジャンベ、bongoボンゴはいずれもdrum（太鼓）としての意味があるが、conga drum、djembe drum、bongo drumsと表記される。